# Sandarne distrikt
Sandarne distrikt är ett distrikt i Söderhamns kommun och Gävleborgs län. Distriktet ligger omkring Sandarne i sydöstra Hälsingland. 

## Tidigare administrativ tillhörighet
Distriktet inrättades 2016 och utgörs av en del av det område som före 1971 utgjorde Söderhamns stad.
Området motsvarar den omfattning Sandarne församling hade 1999/2000 och fick 1917 efter utbrytning ur Söderhamns församling.

## Tätorter och småorter
I Sandarne distrikt finns en tätort men inga småorter.

### Tätorter
- Sandarne